# Мои три сестры
«Мои три сестры» (исп.  Mis 3 hermanas )— венесуэльский сериал  по роману Перлы Фариас, вышедший на экраны в 2000 году. Производство телекомпании Coral. В России сериал никогда не транслировался.

## Краткое содержание
После смерти родителей Августо Эстрада оказывается перед выбором: отдать трех младших сестер Сильвию, Лизу и Беатрис в приемные семьи или воспитывать их самому. Он выбирает последнее.
Проходит несколько лет. Августо женат на Маргарите, которой совсем не нравится забота мужа о сестрах. Своих детей у них нет, что не радует Августо. Лиза учится в университете и работает в больнице. Беатрис — в школе. Старшая — Сильвия — стала домохозяйкой, вышла замуж за актера-неудачника Карлоса Саласа и растит дочерей-близняшек. Когда у них возникают проблемы, они обращаются к Августо.
Карлос остается без работы, и семья Сильвии переезжает в дом Августо. У Беатрис проблемы в школе, она влюбляется во Франсиско Морено, парня с темным прошлым. Лиза начинает борьбу с фирмой, которая строит здание рядом с больницей. Там она встречает молодого инженера Сантьяго Ортега, в которого постепенно влюбляется. У Сантьяго есть невеста - дочь его партнера Барбара Солис. Несмотря на это, Сантьяго встречается с другими женщинами. У него начинается короткий роман с Маргаритой, которая давно устала от своего брака. Влюбившись в Лизу, Сантьяго разрывает отношения с Барбарой и Маргаритой, но те не намерены  его отпускать. Маргарита узнает, что беременна. Августо радуется долгожданному сыну, но Маргарита объявляет отцом ребенка Сантьяго. Лиза и Сантьяго расстаются.
В городе начинается эпидемия неизвестной болезни. Среди заболевших оказывается и Беатрис. В город приезжает известный врач. Он близко к сердцу принимает проблемы семьи Эстрада. Вскоре выясняется,что это Хасинто Эстрада, их отец.

## В ролях
- Скарлет Ортис — Лиза Эстрада
- Рикардо Аламо — Сантьяго Ортега
- Роксана Диас — Маргарита Альварес де Эстрада
- Карлос Круз — Августо Эстрада
- Роберто Молл — Хасинто Эстрада
- Дад Дагер — Сильвия Эстрада де Салас
- Рикардо Бьянчи — Карлос Салас
- Шанталь Бодо — Беатрис Эстрада
- Джонатан Монтенегро — Франсиско Морено
- Мануэль Саласар — Эрнесто Солис
- Марлене де Андраде — Барбара Солис
- Юл Буркле — Анибал Солис